# 石九齡
石九齡（1903年7月14日—1987年12月17日），字子壽。遼寧省錦州市人。民國37年（1948年）在遼寧省選區當選第一屆立法委員。

## 生平[1][2][3][4][5][6]
- 國立北京法政大學畢業
- 革命實踐研究院結業
- 吉林省黨部委員
- 東北黨務辦事處常務委員
- 東北挺進軍政治部主任
- 軍事委員會委員長
- 侍從室調查專員
- 國家總動員會議設計委員兼對敵經濟作戰室副主任
- 遼寧生產局局長